# Nicolas Ancion

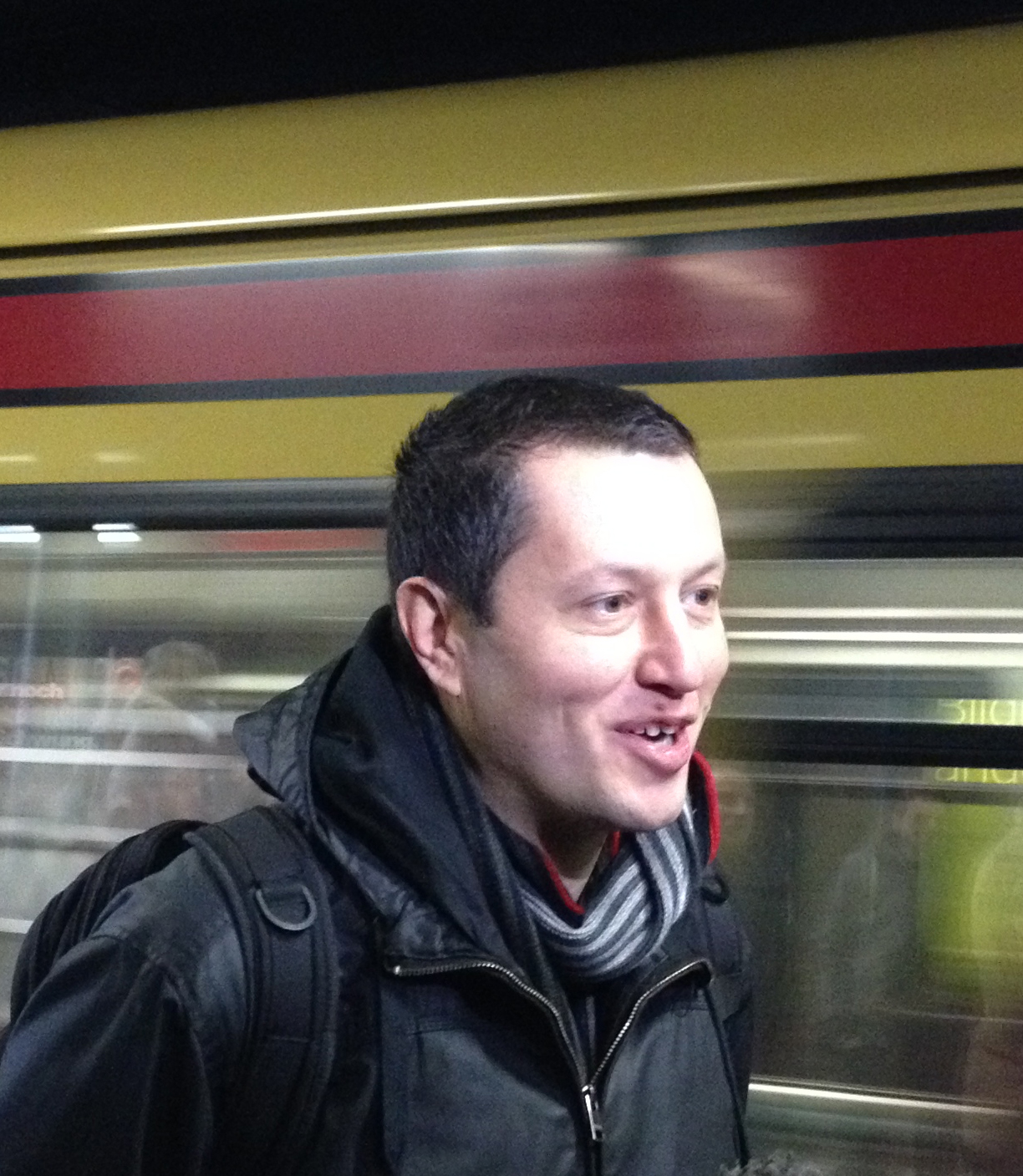
Nicolas Ancion

Nicolas Ancion (Luik, 23 mei 1971) is een Belgisch schrijver.
Ancion werd geboren in Luik als zoon van twee beroepspoppenspelers. In zijn vroege jeugd schreef hij toneelstukken en novelles. In 1989 en 1991 won hij de Prix International Jeunes Auteurs. In 1995 publiceerde hij zijn eerste roman, Ciel bleu trop bleu uitgegeven door de Éditions de l'Hèbe in Zwitserland. Daarna volgde een reeks romans en dichtbundels, zowel voor volwassenen als voor de jeugd, waarmee hij in België en in het buitenland in de prijzen viel. In 2009 won hij de Rosselprijs voor jongeren met zijn roman L'homme qui valait 35 milliards, die in het voorjaar 2011 in het Nederlands verschijnt. Daarin vertelt hij hoe Lakshmi Mittal, de baas van staalgroep ArcelorMittal wordt ontvoerd.
Zijn verhalenbundel "Nous sommes tous des Playmobiles" werd in het Nederlands vertaald als "Iedereen Playmobil" en is uitgegeven in 2009 bij uitgeverij Vrijdag.
Op de "Foire du Livre de Bruxelles" (Brusselse boekenbeurs) in maart 2010 liet hij zich 24 uur lang opsluiten, van 3 tot 4 maart, om live een politiethriller te schrijven. Zijn manuscript was in real time te lezen op het web. De titel van deze roman is Une très petite surface. Het verhaal speelt tegen het decor van de crisis waarin de Carrefourwinkels in België zijn geraakt (een supermarkt wordt in het Frans une grande surface genoemd).
Nicolas Ancion is ook criticus van stripverhalen. Hij schrijft daarnaast eveneens jeugdboeken. Hij woonde achtereenvolgens in Brussel, Madrid en Luik. Sedert 2007 woont hij met zijn vrouw en twee kinderen in het Zuid-Franse Occitanië, in Caux-et-Sauzens (Aude) bij Carcassonne en het Canal du Midi. Hij is de broer van kostuumontwerpster Elisabeth Ancion.